# Coll d'Alòs
El coll d'Alòs és un port de muntanya que es troba als Alps francesos, al departament dels Alps de l'Alta Provença, a una alçada de 2.250 msnm. El coll se situa entre els massissos de Pelat i Trois-Évêchés, unint les valls de l'Ubaye i del Verdon. El port es troba prop de la vila d'Alòs i de les fonts del Verdon. Sol estar obert entre maig i octubre.
La carretera va ser oberta el 1891, i discorre en paral·lel als colls de la Cayolle i de de la Bonette, dins el Parc Nacional de Mercantour.

## Descripció de l'ascensió
Pel nord, des de Barcelonnette, a la vall de l'Ubaye, l'ascensió fa 17,5 km de llarg, en què es pugen 1.108 metres a un desnivell mitjà del 6,3%. Des d'Alòs l'ascensió té 15 de llargada, en què se superen 805 metres de desnivell a una mitjana del 5,4%.

## El coll d'Alòs al Tour de França
El coll d'Alòs ha estat superat en 34 ocasions pel Tour de França des que es va pujar per primera vegada el 1911. Els ciclistes que han passat en primera posició pel coll han estat:
| Any  | Etapa | Categoria | Primer al cim                                   |
| ---- | ----- | --------- | ----------------------------------------------- |
| 2015 | 17a   | 1a        | Simon Geschke (GER)                             |
| 2000 | 14a   | 1a        | Pascal Hervé (FRA)                              |
| 1975 | 15a   | 1a        | Eddy Merckx (BEL)                               |
| 1969 | 11a   | 1a        | Luis Pedro Santamarina (ESP)                    |
| 1967 | 11a   | 1a        | Georges Chappe (FRA)                            |
| 1957 | 11a   | 1a        | Louis Bergaud (FRA)                             |
| 1949 | 16a   | 1a        | Fausto Coppi (ITA)                              |
| 1948 | 13a   | 2a        | Jean Robic (FRA)                                |
| 1947 | 9a    | 1a        | René Vietto (FRA)                               |
| 1939 | 15a   |           | Edward Vissers (BEL)                            |
| 1938 | 14a   |           | Gino Bartali (ITA)                              |
| 1937 | 9a    |           | Mario Vicini (ITA)                              |
| 1936 | 9a    |           | Julián Berrendero (ESP)                         |
| 1935 | 9a    |           | Félicien Vervaecke (BEL)                        |
| 1934 | 9a    |           | René Vietto (FRA)                               |
| 1933 | 9a    |           | Fernand Fayolle (FRA)                           |
| 1932 | 11a   |           | Benoît Faure (FRA)                              |
| 1931 | 15a   |           | Joseph Demuysere (BEL)                          |
| 1930 | 15a   |           | Benoît Faure (FRA)                              |
| 1929 | 14a   |           | Joseph Demuysere (BEL)                          |
| 1928 | 13a   |           | Nicolas Frantz (LUX)                            |
| 1927 | 16a   |           | Nicolas Frantz (LUX)                            |
| 1926 | 14a   |           | Lucien Buysse (BEL)                             |
| 1925 | 13a   |           | Auguste Verdijck (BEL)                          |
| 1924 | 10a   |           | Nicolas Frantz (LUX)                            |
| 1923 | 10a   |           | Henri Pélissier (FRA)                           |
| 1922 | 10a   |           | Jean Alavoine (FRA)                             |
| 1921 | 10a   |           | Hector Heusghem (BEL) · Honoré Barthélémy (FRA) |
| 1920 | 10a   |           | Firmin Lambot (BEL)                             |
| 1919 | 10a   |           | Honoré Barthélémy (FRA)                         |
| 1914 | 10a   |           | Firmin Lambot (BEL) · Henri Pélissier (FRA)     |
| 1913 | 10a   |           | Lucien Petit-Breton (FRA)                       |
| 1912 | 6a    |           | Octave Lapize (FRA)                             |
| 1911 | 6a    |           | François Faber (LUX)                            |